# Jacksboro (Tennessee)
Jacksboro és una població dels Estats Units a l'estat de Tennessee. Segons el cens del 2000 tenia 1.887 habitants.

## Demografia
Segons el cens del 2000, Jacksboro tenia 1.887 habitants, 767 habitatges, i 550 famílies. La densitat de població era de 279,1 habitants/km².
Dels 767 habitatges en un 27,2% hi vivien nens de menys de 18 anys, en un 58,5% hi vivien parelles casades, en un 10,2% dones solteres, i en un 28,2% no eren unitats familiars. En el 26,1% dels habitatges hi vivien persones soles l'11,7% de les quals corresponia a persones de 65 anys o més que vivien soles. El nombre mitjà de persones vivint en cada habitatge era de 2,34 i el nombre mitjà de persones que vivien en cada família era de 2,8.
Per edats la població es repartia de la següent manera: un 19,6% tenia menys de 18 anys, un 9,7% entre 18 i 24, un 29,8% entre 25 i 44, un 26,2% de 45 a 60 i un 14,7% 65 anys o més.
L'edat mediana era de 39 anys. Per cada 100 dones de 18 o més anys hi havia 91,9 homes.
La renda mediana per habitatge era de 29.537 $ i la renda mediana per família de 36.607 $. Els homes tenien una renda mediana de 32.708 $ mentre que les dones 26.172 $. La renda per capita de la població era de 16.150 $. Entorn del 12,2% de les famílies i el 18,7% de la població estaven per davall del llindar de pobresa.

## Poblacions més properes
El següent diagrama mostra les poblacions més properes.